# 绵毛野丁香
绵毛野丁香（学名：Leptodermis lanata），为茜草科野丁香属下的一个植物种。